# Batalla de Belvoir
La batalla del castell de Belvoir va ser part de la campanya de conquesta de Saladí el 1182, cap aiúbida d'un exèrcit procedent d'Egipte, que volia annexar el Regne de Jerusalem al seu imperi. El teatre d'operacions militars inclogué: Ayla, Transjordània, Galilea i Beirut. En l'enfrontament final, al castell croat de Belvoir (Kaukab al-Hawa), defensat pel rei Balduí IV de Jerusalem i el seu exèrcit, els croats aconseguiren repel·lir les ànsies d'expansió de Saladí.

## Antecedents
Saladí havia estat nomenat cap de les tropes de Síria i visir del califat fatimita d'Egipte el 1169; poc després establiria el soldanat aiúbida. De mica en mica, anà estenent els seus dominis incloent altres emirats musulmans a Síria, que havien estat governats per Nur-ad-Din Mahmud. El 1177, Saladí planejà la conquesta del Regne de Jerusalem, que iniciaria des d'Egipte, però fou aturat per Balduí IV en la batalla de Montgisard. A partir de llavors, decidí prendre's més seriosament el talent militar del jove Balduí IV. El 1179, Saladí derrotà el rei cristià en la batalla de Marj Ayyun, en la regió del Líban.
El 1180, Saladí acordà una treva amb dos senyors dels estats croats: Ramon III de Trípoli i el rei Balduí IV. Dos anys després, el senyor de Transjordania, Reinald de Châtillon, amb seu al Crac de Moab, trencà la treva atacant una caravana de musulmans que passava pel seu territori. En resposta, Saladí preparà immediatament un atac de càstig.

## Campanya de represàlia
L'11 de maig del 1182 Saladí sortí d'Egipte i encaminà el seu exèrcit cap al nord, en direcció a Damasc, passant per Ayla, vorejant la Mar Roja. Durant la marxa, el seu exèrcit passà per feus dels croats com Mont-real i el Crac de Moab. Acamparen a Jerba i efectuaren incursions d'atac pels camps de Montreal, que deixaren els conreus en molt mal estat.
Els senyors de Terra Santa formaren consell de guerra i consideraren les possibles formes d'actuar. Es proposà establir vigilància a la vora del riu Jordà per protegir els feus que estaven més exposat als atacs. Ramon de Trípoli estigué en contra d'aquesta estratègia, perquè d'aquesta manera quedarien pocs soldats protegint la resta del reialme. Finalment es decidí enviar l'exèrcit a Petra, situada en Transjordània, per defensar les terres d'aquell costat.
Mentrestant, el nebot de Saladí, Farrukh Xah, comandant un exèrcit que sortí de Damasc, assolà el Principat de Galilea. En aquesta atac de destrucció se li uniren els emirs de Bosra, Baalbek i Homs amb llurs exèrcits. Abans de tornar a Damasc, capturaren el castell d'Habis Jaldak, situat en la vall del Yarmuk, que estava defensat per una feble guarnició de croats.
A Transjordània, l'exèrcit principal tant cristià com musulmà estaven cara a cara sense actuar. Els croats decidiren ocupar els llocs d'abastament d'aigua per forçar Saladí a atacar o retirar-se al desert, però l'extensió d'aigua era massa gran i no pogueren assolir aquest pla. El cap dels musulmans es traslladà al nord i arribà a Damasc el 22 de juny. Els croats tornaren a creuar el Jordà per anar cap a Galilea i concentrar l'exèrcit a Seforis, a sis milles al nord-est de Natzaret.
Després de tres setmanes de descans, Saladí sortí de Damasc l'11 de juliol i avançà cap a Al-Quhwana, situada en la riba sud del mar de Galilea. Des d'allà envià escamots a efectuar incursions d'atac per la vall del Jordà, el camp de Jenin i el districte de Sant Joan d'Acre. Un d'aquests escamots atacà Bet-Xean, però fou repel·lit. Saladí, al capdavant del gros de l'exèrcit, travessà cap a l'oest del Jordà i prengué direcció sud per les terres altes.

## Batalla
Tan aviat com els guaites descobriren les maniobres de l'exèrcit musulmà, els comandaments de l'exèrcit croat determinaren traslladar el seu campament a un lloc més proper a la ruta de Saladí. Afegiren reforços, procedents de les fortaleses de la rodalia i marxaren primer cap a Tiberíades. Després giraren cap al sud i passaren la nit als peus del castell de Belvoir. L'endemà l'exèrcit aiúbida s'enfrontà als croats.
L'exèrcit cristià avançà amb l'acostumada formació que empraven quan entraven en contacte amb els seus enemics. Els de la infanteria avançaven tots mot junts i en ordre, amb els llancers protegint d'atacs directes i els arquers mantenint els sarraïns a distància. Al darrere anava la cavalleria, seguint el pas dels que anaven a peu, a punt per carregar contra els enemics de manera concisa, amb el control que donava el seu punt de vista més elevat. Els croats havien fet servir la mateixa tàctica a la batalla de Xaizar el 1111 i en la de Bosra el 1147.
La tàctica del bàndol musulmà consistia en incomodar l'actuació del contrari, trencar la formació dels croats llençant fletxes des dels cavalls, complementat amb atacs parcials i fingint retirades que acabaven empaitant als perseguidors. Aquesta tàctica d'aproximació evitant l'enfrontament obert, fa que alguns historiadors considerin inadequat emprar la paraula batalla per definir l'enfrontament que hi hagué. En aquesta ocasió, els croats no arribaren a tenir un enfrontament obert ni pogueren aturar l'atac dels musulmans. Saladí, incapaç de vèncer, abandonà l'atac i ordenà la retirada cap a Damasc.

## Repercussions
Saladí no es donà per vençut, sinó que canvià de plans per la conquesta, que faria el següent moviment per la costa de la Mediterrània. Preparà una flota per atacar Beirut i al mateix temps l'assetjà per terra. En combinació amb aquesta operació, envià un exèrcit des d'Egipte a assolar el sud del Regne de Jerusalem. Balduí s'apropià dels vaixells i Saladí abandonà temporalment la conquesta del Regne de Jerusalem, però la reprendria tres anys més tard.
Saladí forçà els croats a un cruel dilema: o bé concentraven l'exèrcit per contraatacar el gruix de l'exèrcit musulmà, o bé es repartien al llarg del territori per defensar-lo de les ràpides incursions. No podrien fer ambdues coses, ja que la força militar dels croats era limitada. Un sol error per part del comandament cristià podia fer que ho perdessin tot, cosa que finalment passà el 1187 a les Banyes de Hattin, encara que primer s'enfrontaren a Al Fule.